# Sequele
Sequele é uma cidade e município angolano que se localiza na província de Ícolo e Bengo.
Anteriormente território do município de Cacuaco, em 5 de setembro de 2024 foi criada como cidade e município da nova província de Ícolo e Bengo.
O município é constituído pela comuna-sede, equivalente à cidade de Sequele, e ainda pelas comunas de Funda e Quifangondo.